# Pierre Blet
Pierre Blet (Thaon, 20 novembre 1918 – Roma, 29 novembre 2009) è stato un presbitero e storico francese, gesuita, storico della Chiesa e professore di Storia della Chiesa presso la Pontificia Università Gregoriana.

## Formazione
Blet inizia il noviziato dai gesuiti il 7 settembre 1937 a Laval, ma la sua esperienza spirituale viene interrotta dallo scoppio della Seconda guerra mondiale. Verrà ordinato sacerdote il 31 luglio del 1950. 
Nel 1958 completa i suoi studi laureandosi presso la Sorbona presentando la tesi dal titolo Les assemblées générales du clergé de 1615 à 1666; come tesi complementare invece presentò il lavoro Correspondance du nonce en France, Ranuccio Scotti: 1639-1641.

## Carriera
Nel 1959 padre Blet viene chiamato a Roma per insegnare Storia della Chiesa presso la Pontificia Università Gregoriana. A Roma continua i suoi studi sulla Chiesa Francese nel XVII sec. In questo periodo diventa assiduo studioso dell'Archivio Segreto Vaticano interessandosi a ricerche sulla diplomazia della Santa Sede. 
Padre Belt insegnò per 17 anni Storia della Diplomazia Pontificia presso la Pontificia Accademia Ecclesiastica.

## Le ricerche presso l'Archivio Segreto Vaticano
Nel 1964 Blet, insieme ad altri studiosi, viene incaricato da papa Paolo VI di avviare una ricerca fra le carte della Segreteria di Stato della Santa Sede per preparare la monumentale opera Actes et Documents du Saint Siège relatifs à la Seconde Guerre Mondiale in breve ADSS. Oltre a padre Blet il gruppo di ricerca era composto da tre suoi confratelli: Angelo Martini, Burkhart Schneider e Robert A. Graham. In quegli anni iniziava la polemica sulla figura di papa Pio XII, accusato di complicità al nazismo, favorita dalla provocante opera teatrale Il Vicario (1963) del drammaturgo tedesco Rolf Hochhuth; la ricerca doveva raccogliere la documentazione della Santa Sede relativa a quei particolari anni e mettere in luce il ruolo del Vaticano nelle vicende della Seconda Guerra mondiale. 
L'opera pubblicata tra gli anni 1964-1981 è divisa in dodici volumi; sei volumi trattano in ordine cronologico la Seconda Guerra Mondiale, quattro concernono le attività umanitarie della Santa Sede effettuate durante la Guerra mondiale, un volume sulla corrispondenza di papa Pio XII con i vescovi tedeschi durante e dopo la guerra e l'ultimo volume riguarda la Polonia ed i paesi baltici.
Pierre Blet è conosciuto anche per i suoi studi scientifici sulla figura di papa Pio XII, in particolare la nota opera Pio XII e la Seconda Guerra Mondiale, Cinisello Balsamo (MI): ed. San Paolo, 1999. In questo lavoro padre Blet difende Pio XII dalle accuse di antisemitismo e complicità al nazionalsocialismo supportato dai documenti conservati presso l'Archivio Segreto Vaticano. Il suo rigore scientifico venne riconosciuto da papa Giovanni Paolo II che rispondendo alle domande dei giornalisti su papa Pacelli diceva: «Leggete padre Blet». 
Padre Blet frequentò l'Archivio Segreto Vaticano dal 1956 al 2006, rinnovando ogni anno la sua tessera da studioso. Viene ricordato da mons. Pagano per la sua professionalità e cortesia che lo resero un punto di riferimento per gli studiosi dell'Archivio. 
Si spense a Roma all'età di 91 anni.

## Opere
- Le Clergé de France et la monarchie. Étude sur les assemblées générales du clergé de 1615 à 1666, Roma, Pontificia Università Gregoriana, 1959.
- Girolamo Ragazzoni évêque de Bergame, nonce en France. Correspondance de sa nonciature 1583-1586, Paris-Rome, De Boccard - Université Grégorienne, 1962.
- Correspondance du nonce en France Ranuccio Scotti 1639-1641, Paris-Rome, De Boccard - Université Grégorienne, 1965.
- Les Assemblées du clergé et Louis XIV de 1670 à 1693, Roma, Pontificia Università Gregoriana, 1972.
- Documents du Saint-Siège relatifs à la seconde guerre mondiale, in collaborazione con Robert Graham, Angelo Martini, Burkhart Schneider, Città del Vaticano, Libreria editrice Vaticana, 1965-1982.
- Histoire de la représentation diplomatique du Saint-Siège des origines à l'aube du XIX siècle, Città del Vaticano, Archivio Segreto Vaticano, 1982 e 1990.
- Le Clergé de France, Louis XIV et le Saint-Siège de 1695 à 1715, Città del Vaticano, Archivio Segreto Vaticano, 1989.
- Le Clergé du Grand Siècle en ses assemblées, Paris, Cerf, 1995.
- Pie XII et la Seconde guerre mondiale d'après les archives du Vatican, Paris, Perrin, 1997.